# Giyōfū

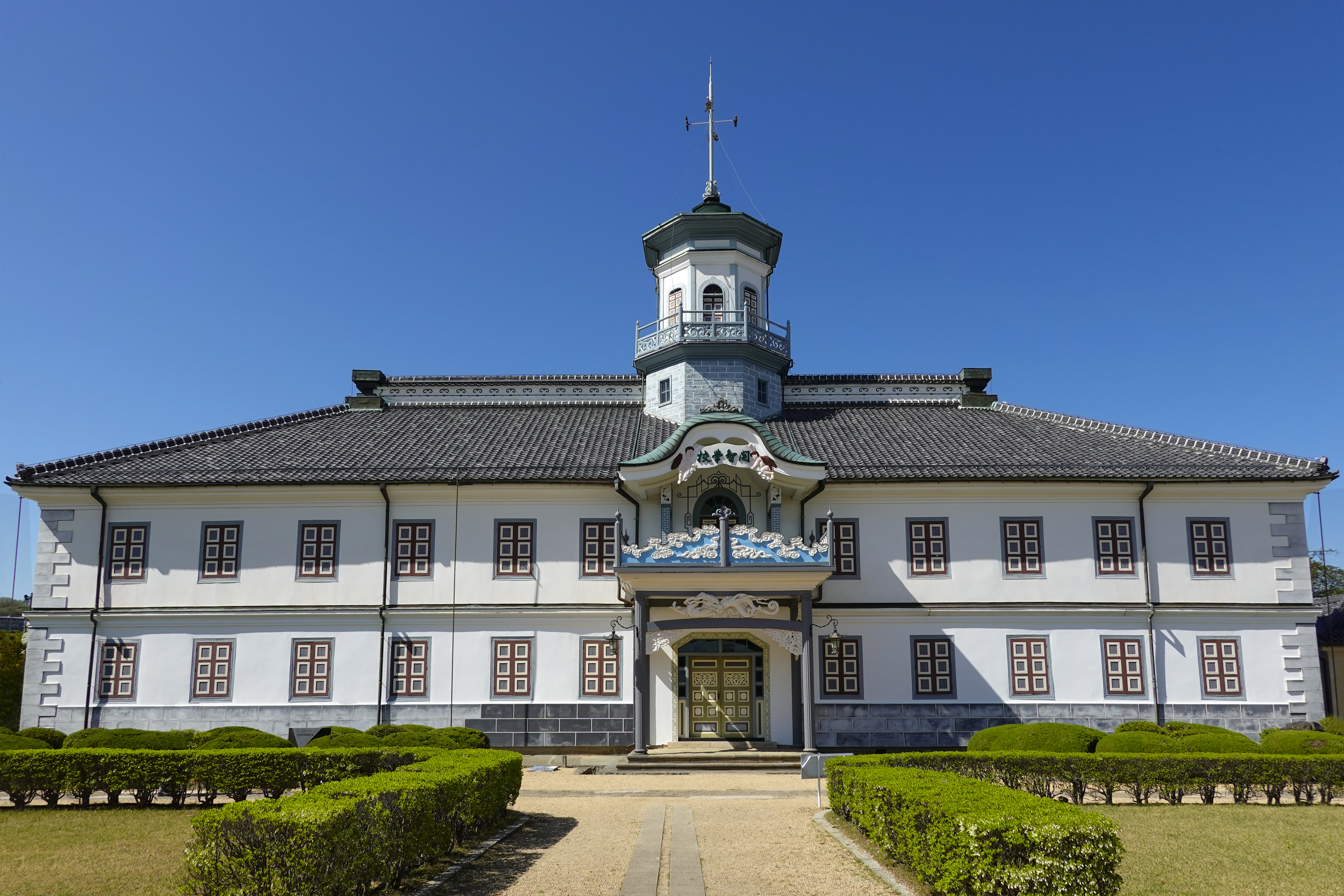
Antigo prédio da escola Kaichi (1876)

Arquitetura Giyōfū (em japonês 擬洋風建築 lit. "imitação do estilo arquitectónico ocidental") foi um estilo de arquitetura japonesa que por fora se assemelha ao estilo de construção ocidental mas utilizando técnica tradicional japonesa. Foi mais comum no começo da Era Meiji (1868-1912) e com o conhecimento das técnicas Ocidentais se espalhando pelo Japão, foi gradativamente desaparecendo.